# Sisillius III
 Sisillius III  ou Seisyll (III) est un roi légendaire de l’île de Bretagne (actuelle Grande-Bretagne), dont l’« histoire » est rapportée par Geoffroy de Monmouth dans son Historia regum Britanniae (vers 1135).

## Contexte
Geoffroy de Monmouth qui nome ce roi Sisillius en fait le  16e des vingt cinq souverains qui règne entre la mort de 
Katellus [Cadell ap Geraint] et l'accession au trône de  Heli c'est-à-dire  Beli Mawr. Il succède à Oenus [Owain] et il a comme successeur Ble(d)gabred [Blegywryd]. Rien d'autre n'est relevé sur son règne Brut y Benhinedd le dénomme Seisyll et n'ajoute aucun détail à l'exception de la version Cleopatra qui fait en fait le fils d'Owain et le père de Blegywryd et d' Arthfael, en contradiction avec la chronologie. 
Hector Boece mentionne ce Seisyll comme ayant été défait par Reuther, roi mythique d'Écosse, après que l'Écosse  ait été assujettie par les Bretons pendant douze années depuis l'époque d'Oenus. Le même  Hector Boece avance que Drust, un roi scot postérieur, arrière petit-fils de Reuther, épouse  Agasia la fille d'une roi breton George Owen Harry donne à ce roi breton anonyme le nom de  Seisyll  ce qui est chronologiquement difficilement admissible.

## Sources
- Geoffroy de Monmouth Histoire des rois de Bretagne, traduit et commenté par Laurence Mathey-Maille, Édition Les belles lettres, coll. « La roue à livres », Paris, 2004,  (ISBN 2-251-33917-5)
- (en) Peter Bartrum, A Welsh classical dictionary: people in history and legend up to about A.D. 1000, Aberystwyth, National Library of Wales, 1993 (ISBN 9780907158738), p. 667  SEISYLL (III), fictitious king of Britain. (Second century B.C.)